# کم‌کاری کاذب کاذب غده پاراتیروئید
کم‌کاری کاذب کاذب غدهٔ پاراتیروئید یا سودوسودوهایپوپاراتیروئیدیسم (انگلیسی: Pseudopseudohypoparathyroidism) که به اختصار «pseudoPHP» نامیده می‌شود، یک بیماری ارثی است که از لحاظ علائم، مشابه بیماری «کم‌کاری کاذب غده پاراتیروئید» است. در واقع این اصطلاح پزشکی زمانی بکار می‌رود که فرد علائم و نشانه‌های کم‌کاری کاذب پاراتیروئید نوع 1a را داشته باشد، اما از لحاظ بیوشیمیایی، نرمال و طبیعی باشد.
این بیماری را نوع دیگری از «استئودیستروفی ارثی آلبرایت» می‌دانند و نخستین بار در سال ۱۹۵۲ میلادی توسط متخصص غدد درون‌ریز و متابولیسم مدرسه پزشکی هاروارد «دکتر فولر آلبرایت» توصیف شد و به صورت «سودو-سودوهایپوپاراتیروئیدیسم» ذکر شد.

## علائم و نشانه‌ها
بهترین راه درک این بیماری، مقایسهٔ آن با سایر بیماری‌های مشابه است که در جدول ذیل آمده است:
| بیماری                           | بیماری                           | ظاهر بیمار   | سطح هورمون پاراتیروئید | کلسیتریول | کلسیم     | فسفات       | نقش‌پذیری ژنی                         |
| -------------------------------- | -------------------------------- | ------------ | ---------------------- | --------- | --------- | ----------- | ------------------------------------ |
| کم‌کاری غده پاراتیروئید           | کم‌کاری غده پاراتیروئید           | نرمال        | کاهش‌یافته              | کاهش‌یافته | کاهش‌یافته | افزایش‌یافته | قابل اطلاق نیست                      |
| کم‌کاری کاذب غده پاراتیروئید      | نوع 1A                           | نقایص اسکلتی | افزایش‌یافته            | کاهش‌یافته | کاهش‌یافته | افزایش‌یافته | نقص ژنی از سمت مادر ( GNAS1 )        |
| کم‌کاری کاذب غده پاراتیروئید      | نوع 1B                           | نرمال        | افزایش‌یافته            | کاهش‌یافته | کاهش‌یافته | افزایش‌یافته | نقص ژنی از سمت مادر ( GNAS1 و STX16) |
| کم‌کاری کاذب غده پاراتیروئید      | نوع ۲                            | نرمال        | افزایش‌یافته            | کاهش‌یافته | کاهش‌یافته | افزایش‌یافته | ?                                    |
| کم‌کاری کاذب کاذب غده پاراتیروئید | کم‌کاری کاذب کاذب غده پاراتیروئید | نقایص اسکلتی | نرمال                  | نرمال     | نرمال     | نرمال       | نقص ژنی از سمت پدر                   |

در این بیماری، مقاوت هورمونی وجود ندارد. گاهی کوتاهی قد دیده می‌شود اما شیوع چاقی در آن نسبت به کم‌کاری کاذب غده پاراتیروئید کمتر است.  همچنین گاهی «اُستئوما کوتیس» (ندول‌های استخوانی در لایهٔ دِرم پوست) نیز در این بیماران وجود دارد.